# (10526) Ginkogino
(10526) Ginkogino – planetoida z pasa głównego asteroid okrążająca Słońce w ciągu 3 lat i 142 dni w średniej odległości 2,25 j.a. Została odkryta 19 października 1990 roku w obserwatorium w Okutama przez Tsutomu Hiokiego i Shuji Hayakawę. Nazwa planetoidy pochodzi od Ogino Ginko (1851-1913), pierwszej kobiety lekarz zarejestrowanej w Japonii. Przed nadaniem nazwy planetoida nosiła oznaczenie tymczasowe (10526) 1990 UK1.